# Stenichnus bicolor
Stenichnus bicolor  (лат.) — вид мирмекофильных коротконадкрылых жуков рода Stenichnus из подсемейства Scydmaeninae.

## Распространение
Европа (Австрия, Бельгия, Великобритания, Германия, Дания, Италия, Корсика, Литва, Норвегия, Польша, Россия, Словакия, Финляндия, Франция, Хорватия, Чехия, Швеция, Эстония), Ближний Восток, восточная Палеарктика.

## Описание
Мелкие коротконадкрылые жуки красновато-коричневого цвета. Отмечены в мирмекофильных связях с муравьями следующих видов: Formica rufa
Вид был впервые выделен в 1825 году английским энтомологом генри Денни (Henry Denny, 1803—1871)).
Таксон Stenichnus bicolor включен в состав рода Stenichnus (вместе с Stenichnus godarti, Stenichnus collaris, Stenichnus foveola, Stenichnus peezi, Stenichnus pelliceus, Stenichnus pusillus, Stenichnus scutellaris, Stenichnus styriacus), который близок к родам Euconnus и Stenichnoteras, и включён в трибу Cyrtoscydmini из подсемейства Scydmaeninae.